# Jezioro Bąbelek
Jezioro Bąbelek (Wereszczyńskie, Zastawskie) – jezioro krasowe, eutroficzne. Linia brzegowa niedostępna ze względu na pas szuwarów: trzciny i pałki szerokolistnej. Wśród roślinności: jaskier wielki, grzybień północny, grążel żółty, rdestnica pływająca, osoka aloesowata, rdestnica kędzierzawa. Jezioro prezentuje typ rybacki przejściowy pomiędzy linowo-szczupakowym, a karasiowym.
Jezioro zasilane jest wodami rzeki Włodawki.
Nazwa jeziora jest sporna - przez mieszkańców Wereszczyna nazywana jest "Wereszczyńskim", przez Zastawia "Zastawskim", a przyjęła się - ze względu na małą wielkość i kolisty kształt "Bąbelkiem" i tak też jest oznaczana na mapach, co ułatwia orientację i dojazd na miejsce.
Staraniem gminy na początku XXI wieku nad brzegiem wybudowano wiatę i tablice informacyjne.